# عين جالوت (قرية)
قرية عين جالوت هي إحدى القرى التابعة لمركز بدر في محافظة البحيرة في جمهورية مصر العربية. حسب إحصاءات سنة 2006، بلغ إجمالي السكان في عين جالوت 8598 نسمة، منهم 4535 رجل و4063 امرأة.